# Jarl Kulle

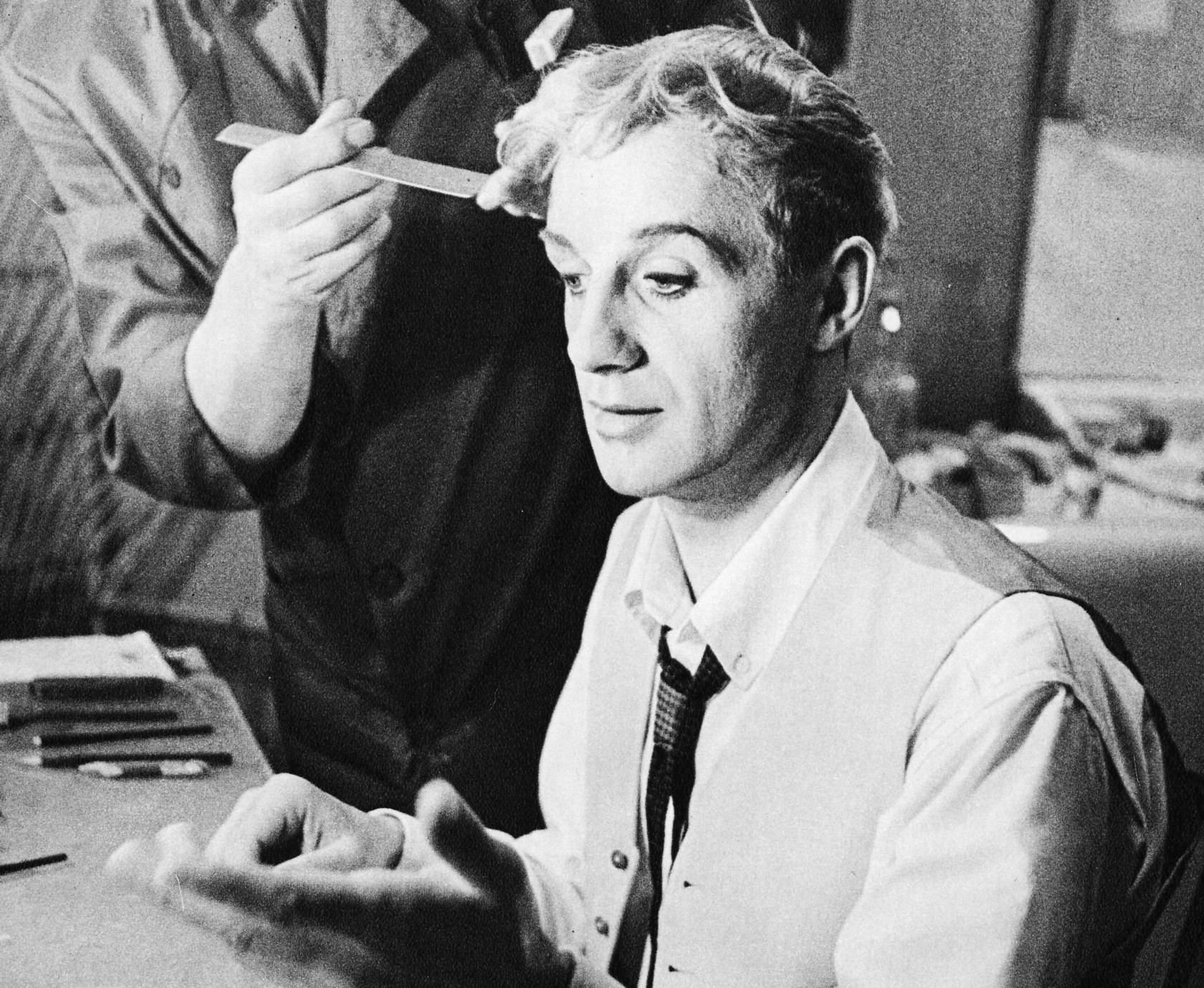
Jarl Kulle 1960

Jarl Kulle (* 27. Februar 1927 in Rebbelberga/Ängelholm (Schweden); † 3. Oktober 1997 in Gregersboda, Roslagen/Uppland) war ein schwedischer Schauspieler.

## Leben
Kulle war in erster Ehe mit der Freiin Anna Marie Louise Hermelin von 1960 bis 1968 verheiratet. Mit ihr bekam er die beiden Kinder Maria (1960) und Anna (1963–1979). Anschließend bekam er die Tochter Mia Kulle Rydsjö (1970). In zweiter Ehe war er 1976 bis zu seinem Tod mit der Schauspielerin Anne Nord verheiratet. Mit ihr bekam er zwei weitere Kinder, Hanna (1978) und Linda (1983).
Kulle wird allgemein als einer der wichtigsten schwedischen Schauspieler seiner Generation angesehen. Die meiste Zeit seiner Karriere war er Theaterschauspieler, wo er meist die Hauptrollen des klassischen Theaters übernahm, so in Eugene O’Neills Eines langen Tages Reise in die Nacht, in August Strindbergs Gustav III. und Shakespeares König Lear. 
Kulle arbeitete auch mit dem großen schwedischen Regisseur Ingmar Bergman zusammen, sowohl auf der Bühne als auch im Film (z. B. in Das Lächeln einer Sommernacht, 1955).
1959 nahm Kulle eine weitere Stufe auf der Karriereleiter, als er den Professor Higgins in My Fair Lady im Oskarstheater in Stockholm spielte. Er erhielt hohes Lob sowohl für die schauspielerischen und gesanglichen als auch für die tänzerischen Leistungen, die er etwas abfällig als „herumhüpfen“ bezeichnete. Er wurde mit dieser Rolle einem breiten Publikum bekannt, so dass seine Engagements ein breiteres Spektrum abdeckten. Neben romantischen Filmrollen spielte er auch Hauptrollen in Musicals und Komödien an Stockholms Privattheatern. 
Kulle hatte einen etwas deklamatorischen Stil, der ihm half, 1983 die Hauptrolle im Stück Nyårsklockan für Georg Rydebergs im Stockholmer Skansen zu übernehmen.

## Filmografie
- 1950: Kvartetten som sprängdes
- 1952: Trots
- 1952: Sehnsucht der Frauen (Kvinnors väntan)
- 1952: Kärlek
- 1953: Barabbas – Der Mann im Dunkel (Barabbas)
- 1954: Karin Mansdotter (Karin Månsdotter)
- 1955: Das Lächeln einer Sommernacht (Sommarnattens leende)
- 1956: Junge Herzen im Sturm (Sista paret ut)
- 1956: Heiß war meine Sehnsucht (Sången om den eldröda blomman)
- 1958: Fröken April
- 1959: Sängkammartjuven
- 1960: Av hjärtans lust
- 1960: Das Teufelsauge (Djävulens öga)
- 1961: Änglar, finns dom?
- 1962: Feine Leute – so wie wir (Den kære Familie)
- 1963: Das tosende Himmelbett (Pigen og pressefotografen)
- 1964: Ach, diese Frauen (För att inte tala om alla dessa kvinnor)
- 1964: Lieber John (Käre John)
- 1964: Die schwedische Hochzeitsnacht (Bröllopsbesvär)
- 1969: Bokhandlaren som slutade bada
- 1970: Ministern
- 1972: Ture Sventon, Privatdetektiv
- 1974: Vita nejlikan
- 1975: Jorden runt på 80 dagar (Fernsehserie)
- 1980: Swedenhielms
- 1981: Rasmus und der Vagabund (Rasmus på luffen)
- 1982: Fanny und Alexander (Fanny och Alexander)
- 1987: Babettes Fest (Babettes gæstebud)
- 1993: Telegrafisten
- 1995: Alfred